# Isthmiella crepidiformis
Isthmiella crepidiformis är en svampart som först beskrevs av Darker, och fick sitt nu gällande namn av Darker 1967. Isthmiella crepidiformis ingår i släktet Isthmiella och familjen Rhytismataceae.   Inga underarter finns listade i Catalogue of Life.